# Dragon Ball Xenoverse
Dragon Ball Xenoverse (japonês: ドラゴンボールゼノバース, Hepburn: Doragon Bōru Zenobāsu, oficialmente abreviado como Dragon Ball XV) é um jogo eletrônico baseado na série Dragon Ball Z. Foi lançado em fevereiro de 2015, para PlayStation 3, PlayStation 4, Xbox 360, Xbox One nos consoles e no PC para Windows via Steam. Xenoverse é o primeiro game de Dragon Ball lançado em consoles da oitava geração.
O jogo mistura traços de luta e RPG, onde é possível criar o seu próprio personagem entre as 5 raças disponíveis, sendo elas Majin, Saiyajin, Terráqueo, Namekuseijin, e Freeza.